# 拉尔吉岑
拉尔吉岑（法語：Largitzen，法語發音：[laʁɡitsən] ⓘ）是法国上莱茵省的一个市镇，属于阿尔特基什区。

## 地理
拉尔吉岑（47°33'43"N, 7°11'13"E）面积5.6 平方千米，位于法国大東部大區上莱茵省，该省份为法国东部内陆省份，是阿尔萨斯的一部分，今与下莱茵省组成了阿尔萨斯欧洲集体，其北临下莱茵省，西接孚日省，西南接贝尔福地区省，东侧沿莱茵河与德国相望，南与瑞士接壤。
与拉尔吉岑接壤的市镇（或旧市镇、城区）包括：因德林根、伊尔茨巴克、伊尔桑格、弗里森、艾默斯多夫、比塞勒、下塞普瓦、上塞普瓦。
拉尔吉岑的时区为UTC+01:00、UTC+02:00（夏令时）。

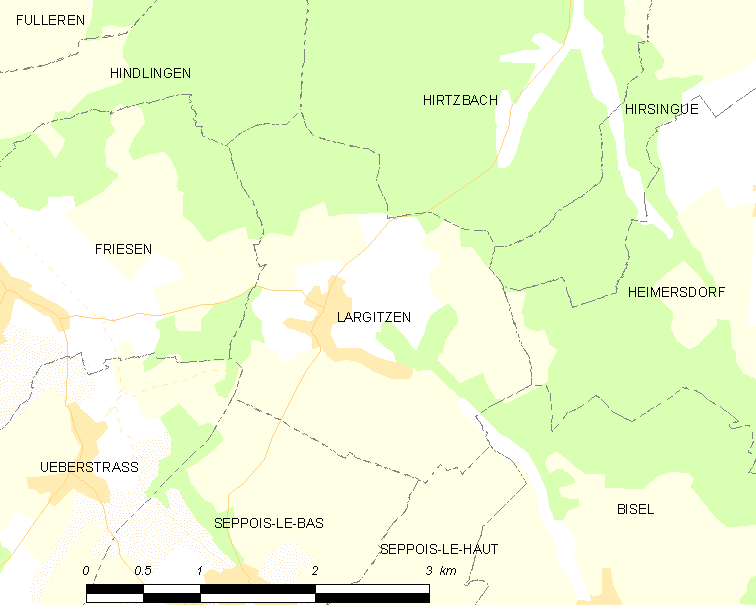
拉尔吉岑的OSM定位图

## 行政
拉尔吉岑的邮政编码为68580，INSEE市镇编码为68176。

## 政治
拉尔吉岑所属的省级选区为马斯沃-尼德布吕克县。

## 人口

1962-2008年间拉尔吉岑人口变化图示

拉尔吉岑于2022年1月1日时的人口数量为333人。